# Periderm (dier)

Midblastula bij de zebravis. EVL=enveloplaag. DEL=diepe cellen, YSL=dooiersyncytiële laag. ~4 uur na bevruchting

Het periderm is tijdens de embrogenese van beenvissen een extra-embryonale beschermende laag om de midblastula, die één cellaag dik is. De omhullende- enveloplaag wordt later het periderm, die tijdens de latere ontwikkeling van het embryo wordt afgestoten.